# Асланиди, Александр Валентинович
Асланиди Александр Валентинович (род. 13 декабря 1947, Мундыбаш, Кемеровская область) — российский политический деятель. Член Совета Федерации Федерального Собрания Российской Федерации от Кемеровской области.

## Биография
Родился в посёлке Мундыбаш Кузедеевского района. Учился в школе города Кемерово, которую закончил в 1966 году. После окончания школы два года работал на строительстве Алардинской шахты в поселке Малиновка. Окончил Кузбасский политехнический институт по специальности горный инженер-электрик. Работал на шахте в Малиновке. Некоторое время работал в Осинниковском горкоме КПСС. Возглавлял союз рабочих комитетов Кузбасса. С начала 1990х годов работал заместителем главного редактора Нашей газеты.

### Совет Федерации
Депутат Совета Федерации Федерального Собрания Российской Федерации первого созыва от Кемеровской области с января 1994 по январь 1996, избран 12 декабря 1993 года по Кемеровскому двухмандатному избирательному округу № 42.
С февраля 1994 года — член Комитета СФ по вопросам экономической реформы, собственности, имущественным отношениям.
Входил в кемеровское региональное отделение партии «Демократический выбор России».